# Lammassaari (ö i Norra Savolax, Nordöstra Savolax, lat 62,93, long 28,78)
Lammassaari är en ö i Finland. Den ligger i sjön Palomäen Valkeinen och i kommunen Kaavi i den ekonomiska regionen  Nordöstra Savolax ekonomiska region  och landskapet Norra Savolax, i den centrala delen av landet, 400 km nordost om huvudstaden Helsingfors. Öns area är omkring 300 kvadratmeter och dess största längd är 40 meter i sydöst-nordvästlig riktning.